# Provincia de Jemisset
La provincia de Jemisset o Khemisset es una de las provincias de Marruecos, parte de la región Rabat-Salé-Kénitra (hasta 2015 parte de Rabat-Salé-Zemur-Zaer). Tiene una superficie de 8.305 km² y 521.815 habitantes censados en 2004. 

## División administrativa
La provincia de Jemisset consta de 3 municipios y 32 comunas:

### Municipios
- Jemisset
- Rommani
- Tiflet

### Comunas
| - Ain Johra - Ait Abbou - Ain Sbit - Ait Belkacem - Ait Bouyahya El Hajjama - Ait Ichou - Ait Ikkou - Ait Malek - Ait Mimoune - Ait Ouribel - Ait Ouahi - Ait Siberne - Ait Yadine | - Bouqachmir - Brachoua - El Ganzra - Ezzhiliga - Houderrane - Jemaat Moul Blad - Khemis Sidi Yahya - Laghoualem - Mâaziz - Marchouch - Majmaa Tolba | - Moulay Driss Aghbal - M'Qam Tolba - Oulmes - Sfassif - Sidi Abderrazak - Sidi Allal El Bahraoui - Sidi Allal Lamsadder - Sidi Boukhalkhal - Sidi El Ghandour - Tiddas |